# Isobel Cooper
Isobel Cooper (Künstlername Izzy; * 24. Januar 1975 in Much Wenlock in Shropshire, England) ist eine britische Sopranistin und Popsängerin.

## Leben
Isobel Cooper wuchs in Much Wenlock in Shropshire auf. Sie ging auf die Guildhall School of Music and Drama in London und studierte dort Gesang. Im Alter von 23 Jahren wurde Izzy 1998 bei Decca Records unter Vertrag genommen. Mit Blondie-Produzent Craig Leon ging sie in die Abbey Road Studios, wo ihr Debütalbum „Libera Me“ entstand, das 1999 erschien und Platz 1 der UK Classical Charts wurde. Im folgenden Jahr wurde sie bei den Classical BRIT Awards als „Female Artist of the Year“ nominiert, verlor jedoch gegen Martha Argerich.
Izzy unterzeichnete 2000 einen Plattenvertrag bei Virgins Records und nahm im selben Jahr mit Produzent Craig Leon ihr zweites Album „Ascolta“ auf, das wie sein Nachfolger „New Dawn“ aus dem Jahr 2002 Platz 1 der UK Classical Charts wurde. Besonders in Japan und dem Nahen Osten hatte Izzy eine große Fangemeinde und gab dort zahlreiche Konzerte. Andere Künstler wurden auf sie aufmerksam und so arbeitete sie zu dieser Zeit u. a. mit Cliff Richard, Helmut Lotti, Lionel Richie und Atomic Kitten zusammen und ging mit Bryan Ferry auf Tour. Das Album „Izzy“ aus dem Jahr 2003 wurde nur in den USA veröffentlicht und enthielt u. a. das Duett „The Prayer“ mit dem amerikanischen Tenor Daniel Rodriguez.
Einem neuen Publikum wurde Izzy 2004 bekannt, als sie die Dance-Single „Now We Are Free“ veröffentlichte. Mit dem Remix des Titelsongs aus dem Film Gladiator erreichte sie Platz 1 der britischen Dance Charts und Platz 19 der UK Single Charts. Eine zweite Dance-Nummer Izzys war die Single „Eternity“, die 2006 erschien.

## Diskografie
- Libera Me (1999)
- Ascolta (2000)
- New Dawn (2002)
- Izzy (nur in den USA erschienen; 2003)
- Izzy Sings Musicals (2007)
- Cancion (2010)